# Beato Pacifico
Pacifico (II secolo) è stato un martire romano, venerato come beato dalla Chiesa cattolica. La sua reliqua è custodita nel Duomo di Gioia Tauro, è uno dei cosiddetti corpi santi.

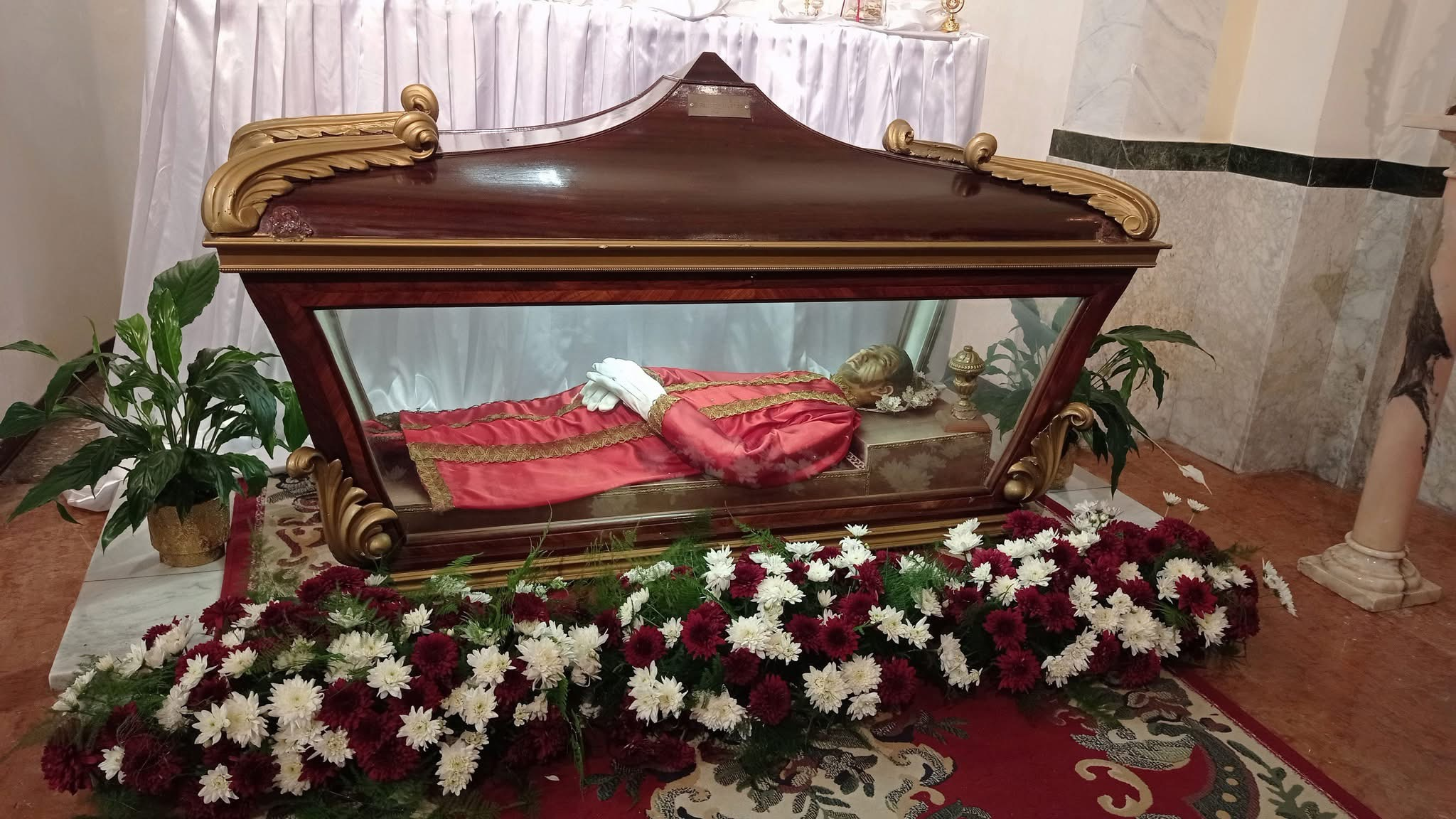
Urna contente le spoglie mortali del Beato Pacifico conservate nel Duomo di Gioia Tauro (Rc)

La reliquia consiste in uno scheletro quasi completo, rivestito di seta, accompagnato da un’ampolla contenente sangue coagulato, recante l’iscrizione Sanguis S. Pacifici.

## Storia
La reliquia del Beato Pacifico è conservata all'interno del Duomo di Gioia Tauro, custodita in un’urna sigillata collocata in un’edicola marmorea, sotto l’effigie di Sant’Ippolito. La reliquia consiste in uno scheletro quasi completo, rivestito in seta, accompagnato da un’ampolla contenente sangue coagulato, con l’iscrizione Sanguis S. Pacifici. L’origine dello scheletro non è documentata con certezza; secondo un’ipotesi, potrebbe trattarsi di uno dei martiri cristiani rinvenuti nelle catacombe romane e successivamente donato alla comunità di Gioja dalla famiglia Cardinale con il nome simbolico di Pacifico. Un cartiglio in vetro collocato accanto alla reliquia ne attribuisce la datazione al II secolo d.C. Due volte l’anno, l’urna contenente le reliquie del beato Pacifico viene temporaneamente spostata dalla sua collocazione abituale sotto l’altare maggiore e posta nei pressi dell’altare della Madonna del Rosario. Questo avviene dal 1º al 13 agosto, in occasione della novena che precede la festa di Sant’Ippolito, e il 1º novembre per la solennità di Tutti i Santi. In quest’ultima circostanza, vengono esposte le principali reliquie conservate nella parrocchia.

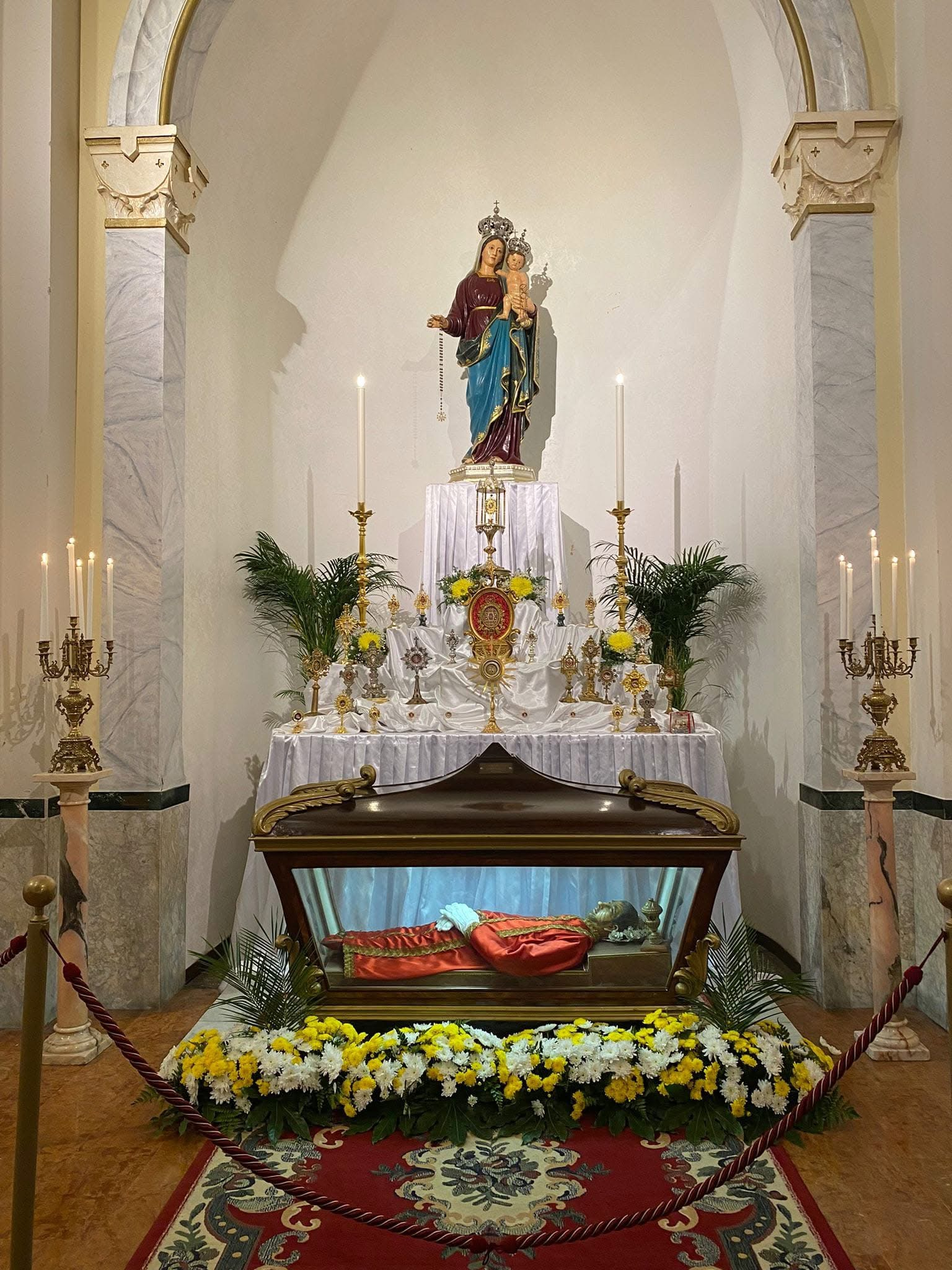
Altare Madonna del Rosario durante la festa d’ogni Santi Duomo di Gioia Tauro (Rc), si nota la reliquia del Beato Pacifico